# سومباوا

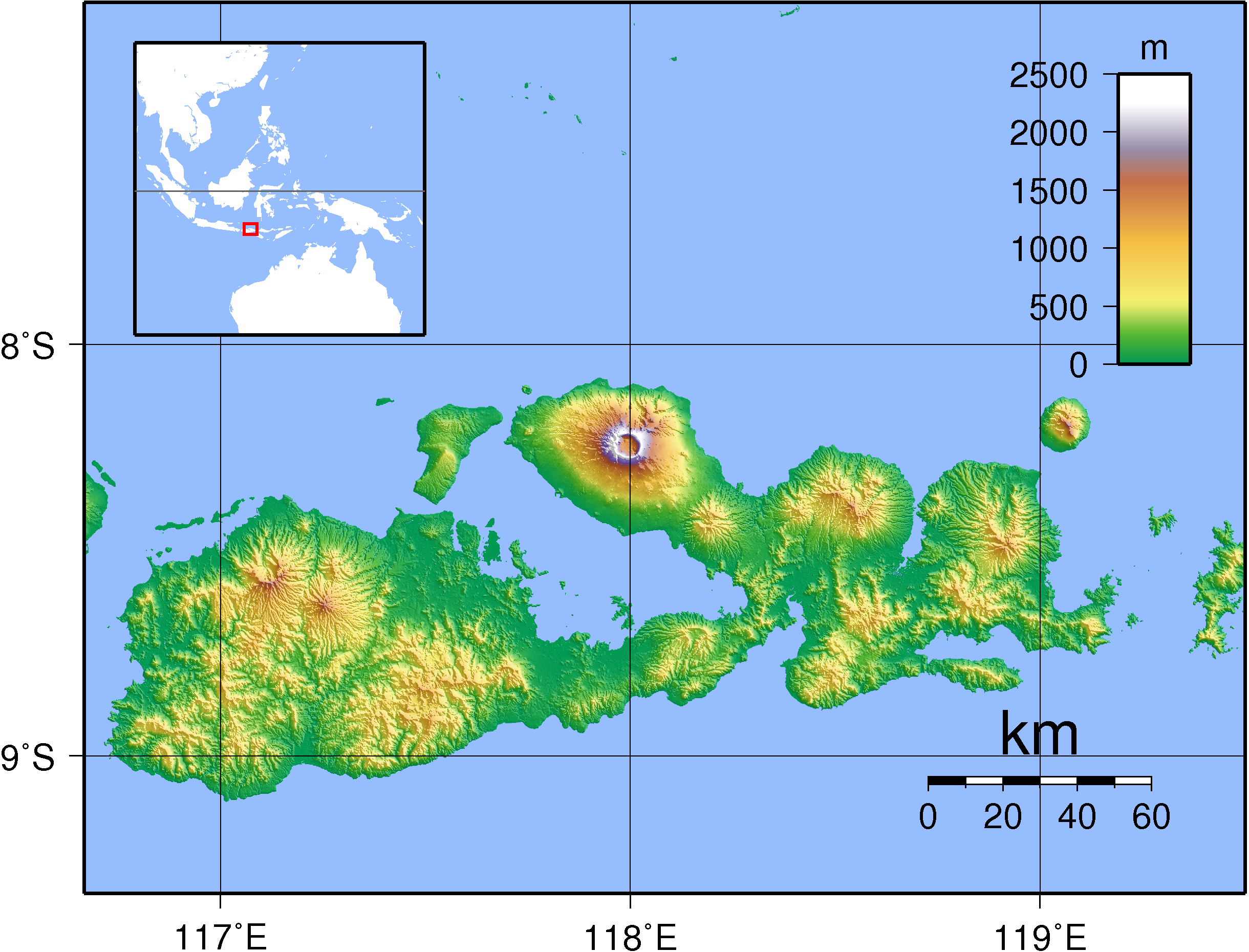
جزيرة سومباوا

جزيرة سُمباوة أو (نقحرة: سومباوا) الاندونيسية، وتقع في وسط سلسلة جزر سوندا الصغرى، وتقع جزيرة لومبوك إلى الغرب، وجزر فلوريس إلى الشرق، وجزيرة سومبا إلى الجنوب الشرقي. وهي ضمن مقاطعة نوسا تنقارا الغربية. مساحتها هو 15448 كم² أو 5965 ميل مربع (ثلاثة أضعاف مساحة جزيرة لومبوك) وبذلك يكون تستسلها 57 بين جزر العالم من حيث المساحة، أما عدد السكان الحالي البالغ نحو 1330000 نسمة. وهي فاصل للجزر الواقعة غربها، والتي كانت متأثرة بالديانة والثقافة الهندية، بينما منطقة الشرق لم تتأثر بذلك. على وجه الخصوص وهذا ينطبق على كل من الهندوسية والإسلام.

## البركان
أعلى نقطة في الجزيرة هو جبل تامبورا البركاني ويبلغ ارتفاعه 2850 متر فوق مستوى سطح البحر.

## وصلات خارجية
- Sumbawa Tourist Attraction
- West Nusa Tenggara